# Yakeshi
Yakeshi (牙克石市S, YákèshíP) è una città-contea della Mongolia Interna, regione autonoma della Cina. Essa è amministrata dalla prefettura di Hulunbuir.